# Grupos paramilitares en la República de Weimar
Los grupos paramilitares en la República de Weimar se formaron como consecuencia de la derrota alemana en la Primera Guerra Mundial y la revolución alemana subsiguiente. Algunos fueron creados por los partidos políticos para facilitar el reclutamiento, disciplina y la preparación para hacerse con el poder.  Algunos fueron creados antes de la Primera Guerra Mundial, pero otros fueron formados por individuos después de la guerra y fueron llamados Freikorps (Cuerpos Libres, Cuerpos Francos). Los grupos parlamentarios afiliados y demás estaban fuera del control gubernamental, pero las unidades de Freikorps se encontraban bajo control gubernamental, a los cuales suministraban y remuneraban (generalmente a través de fuentes militares).

## Contexto sociopolítico
Después de la Primera Guerra Mundial, el Ejército alemán (Reichswehr) se limitó a 100 000 hombres, así que repentinamente hubo un número elevado de soldados desmovilizados. Muchos de estos obstinados hombres se unieron a un Frontgemeinschaft, una comunidad de primera línea. Su nombre se debía al espíritu de compañerismo que desarrollaron por la duración y los horrores de la guerra de trincheras de la Primera Guerra Mundial. Estos grupos paramilitares llenaron una necesidad para muchos de estos soldados que de repente perdieron su “familia”: el ejército. Muchos de esos soldados se llenaron de angustia, ira y frustración por la pérdida y los horrores de la guerra. Los grupos paramilitares estuvieron muy activos en la malograda República, a veces se usaban para tomar el poder y otras veces para sofocar disturbios.  En 1919, los Freikorps fueron utilizados en la región báltica por el general Rüdiger von der Goltz para proteger los intereses alemanes contra Rusia. En 1923, otros miembros de los Freikorps estuvieron involucrados en actos de sabotaje contra las fuerzas de ocupación belgas y francesas en la cuenca del Ruhr al estallar los puentes. No obstante otros Freikorps orquestaron el golpe de Estado de Kapp y el Putsch de Múnich. Los comunistas utilizaron sus grupos para conquistar el poder en varios lugares de la República de Weimar en distintos momentos, formando Räterepubliken. Otros grupos paramilitares se utilizaron para sofocar estos levantamientos. Los sucesos que involucraban a los Freikorps aparecen repetidos veces en la línea de tiempo de la República de Weimar.
Los partidos políticos usaban sus grupos paramilitares para proteger sus reuniones del partido y para perturbar las marchas y reuniones de sus oponentes. Entre 1928 y 1932, la República de Weimar experimentó un aumento de la violencia política entre estas organizaciones eufemísticamente llamados Zusammenstösse (lit., choques incendiarios). Por ejemplo, en 1930, los nazis informaron de 17 víctimas mortales y los comunistas de 44 fallecidos en estos Zusammenstössen. Miles resultaron heridos; en 1930, 2500 nazis fueron heridos, y en 1932, 9715.

## Sicherheitspolizei
La Sicherheitspolizei (SiPo o Sipo) fue una fuerza policial paramilitar alemana que se estableció a finales de 1919 en la mayoría de los Länder (estado federado alemán), y mayormente financiado por el Imperio. Esta fue la primera fuerza policial acuartelada de Alemania y la precursora de la Bereitschaftspolizei (policía antidisturbios) de hoy en día.
En la inestable situación política con esporádicos levantamientos civiles —especialmente en la capital, Berlín— el capitán Waldemar Pabst expresó que el entonces Cuerpo de Fusileros de la Guardia de Caballería debía ampliar los cuarteles y poseer un cuerpo policial armado y entrenamiento militar necesario, formando “una herramienta de contrainsurgencia más útil que la policía”. Pabst sugirió esto incluso durante el levantamiento de Berlín, en marzo de 1919. El 10 de marzo de 1919, el ministro de la Defensa, Gustav Noske, aprobó el plan y, junto con Wolfgang Heine, fomentó su puesta en práctica. Así, la recién creada policía local debía de ser conforme a la voluntad de Noske, por lo que también constituirían el núcleo de la nueva Reichswehr.
El 8 de septiembre de 1919 se manifestaron 2500 agentes de policía de toda Alemania, junto con la Asociación de la Policía Imperial Alemana, contra la constitución de la SiPo. A diferencia del servicio policial convencional en el que un uniformado normalmente vestía de color azul, la SiPo era apodada la “policía verde” debido al color de su uniforme.

## Freikorps
Los Freikorps fueron una creación del militar y futuro canciller Kurt von Schleicher. Los Freikorps también fueron llamados el Schwarze Reichswehr“ (el “Ejército Negro”), porque eran un ejército “secreto” al margen de lo contemplado en el Tratado de Versalles. La idea fue desarrollada después del fracaso de una unidad militar enviada a sofocar una pequeña rebelión en el levantamiento del 24 de diciembre de 1918 (Weihnachtskämpfe). Unidades del ejército, cuando se enfrentaban a un grupo socialista con mujeres y niños, arrojaban sus armas y, o bien huían o se unían al grupo de protesta. Esto llevó a Von Schleicher a concebir una alternativa al uso de unidades de las Reichswehr para sofocar levantamientos “rojos” (socialistas o comunistas). Él sugirió a sus superiores formar unidades de reclutados voluntarios en las antiguas Reichswehr y comandados por antiguos oficiales imperiales bajo control del gobierno. De esta manera las Reichswehr evitarían el estigma de tener que disparar contra los civiles y el gobierno estaría apoyando financieramente estos Freikorps, dejando a las Reichswehr concentrarse en la formación para la batalla real. Los hombres que se unieron a estas unidades fueron llamados “Freebooters”, y con frecuencia emitían fuertes opiniones políticas nacionalistas y de derecha. El gobierno central berlinés pensó, así como el comando central de las Reichswehr, que al pagar y armar a estos “negros” soldados, podrían ser capaces «atarlos al pesebre» y así hacerlos inofensivos.
El primer organizador de una unidad de Freikorps fue el general Ludwig Maercker. Su unidad, los “Rifles Voluntarios de Maercker”, pronto fueron llamados a precipitarse en una ciudad para erradicar los levantamientos socialistas. Debido a que su unidad fue llamada a todos los rincones de Alemania, se le ocurrió la idea de formar los Einwohnerwehren, milicias de ciudadanos locales “para mantener la paz”. Más tarde, estos grupos se convirtieron en el Orgesch (Organización Escherich), unidades de la milicia de reserva para las Wehrmacht alemanas. Estaban bajo el mando de Georg Escherich.
Otras unidades fueron:

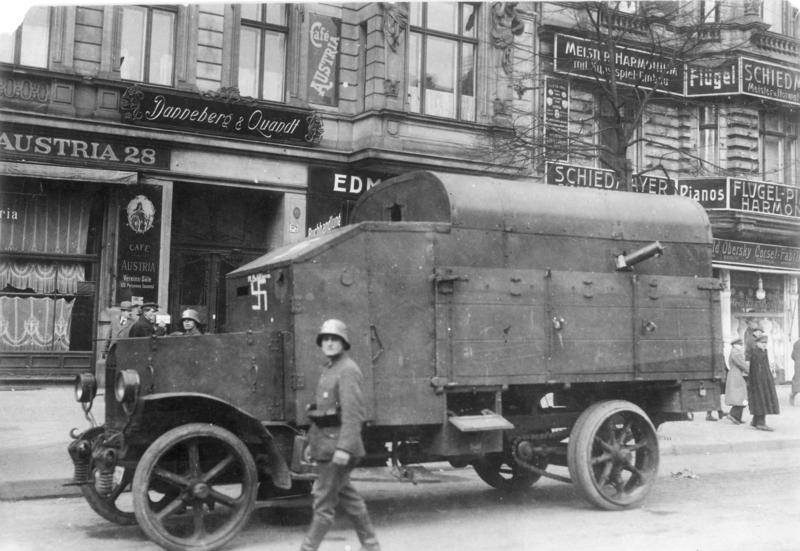
Vehículo blindado provisional de las tropas del nuevo gobierno de Kapp en Berlín, 1920. Claramente se observa una esvástica en la cabina.

- Freikorps von Lüttwitz, comandados por el general Walther Freiherr von Lüttwitz.[18][19] Este era un grupo protector con los siguientes grupos debajo de su jurisdicción:
  - Freikorps de Potsdam, con 1 200 veteranos[19]
  - remanentes de la División de Fusileros de la Guardia de Caballería[19]
  - Freikorps de Reinhard, comandados por el coronel Wilhelm Reinhard[20]
    - Freikorps Suppe (una unidad autónoma bajo los Freikorps de Reinhard) con 1500 hombres
- Exploradores de von Roeder
- Brigada de Hierro de Kiel
- Freikorps de Kuntzel
- Liga Ostara
- Freikorps Oberland (Liga Oberland)
- Marinebrigade Ehrhardt. Ellos fueron los primeros en utilizar la esvástica como el símbolo de su unidad. Ellos participaron en el golpe de Estado de Kapp en 1920.[14][21]
- Bund Wiking

## Grupos afiliados a partidos políticos
- Tendencia derechista:

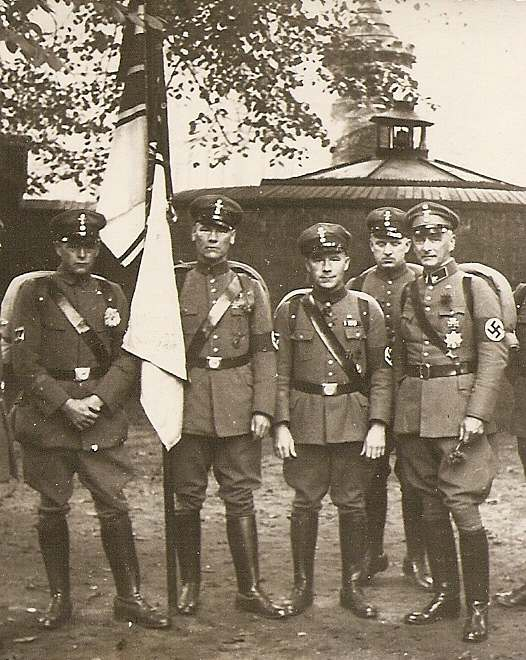
Miembros del Stahlhelm después de su incorporación a las “SA”, 1934

  - Stahlhelm, Bund der Frontsoldaten (Cascos de Acero, Liga de los Soldados del Frente), oficialmente una organización de veteranos, fue la mayor organización derivada de los Freikorps con aproximadamente 500 000 miembros. Fueron dirigidos por Theodor Duesterberg, se oponían a la República de Weimar y era políticamente cercana al Deutschnationale Volkspartei y otros partidos conservadores.[22] El Stahlhelm organizó un servicio de empleo para sus miembros de clase trabajadora desempleados y un programa de vivienda. En 1931, formó parte del Frente de Harzburg. En 1934 se integró en las Sturmabteilung, las “SA”, y finalmente se disolvió en 1935.
  - Deutschvölkischer Schutz und Trutzbund (Federación Nacionalista Alemana de Protección y Resistencia).
  - Sturmabteilung, las “SA” (lit., sección de asalto), afiliadas al Partido Nacionalsocialista Obrero Alemán. Su liderazgo, entre ellos su cofundador y comandante Ernst Röhm, fue purgado por Hitler en la “noche de los cuchillos largos”, en el año 1934. Una sección de las SA (originalmente llamada Stosstrupp) fue creada como guardia personal de Hitler, que más tarde se convertiría en las Schutzstaffel, las “SS”.
  - Kampfbund (Liga de la Lucha) fue un grupo protector que involucraba a los grupos paramilitares del NSDAP y un grupo Freikorp. Fue creado el 30 de septiembre de 1923 y se disolvió después del fallido Putsch de Múnich.
  - Jungdeutscher Orden, Jungdo (Orden del Joven Alemán), liderada por Artur Mahraun. Se distanció del grupo nazi porque éste era fundamentalmente hostil hacia los partidos políticos. En 1930, su brazo político se fusionó con el Deutsche Demokratische Partei, DDP (Partido Democrático Alemán), para formar el Deutsche Staatspartei, DSTP (Partido del Estado Alemán).
- Tendencia centrista
  - Reichsbanner Schwarz-Rot-Gold (Bandera Imperial Negra-Roja-Dorada), dedicada a la defensa de la República de Weimar, era políticamente cercana al Partido Socialdemócrata alemán (SPD) y al liberal DDP. Fue parte del Frente de Hierro que se suponía contrarrestaría al derechista Frente de Harzburg. En 1933 la organización fue prohibida.
  - Eiserne Front (Frente de Hierro), fue establecido en 1931 contra el Frente de Harzburg. Fue prohibido en 1933.

- Tendencia izquierdista:

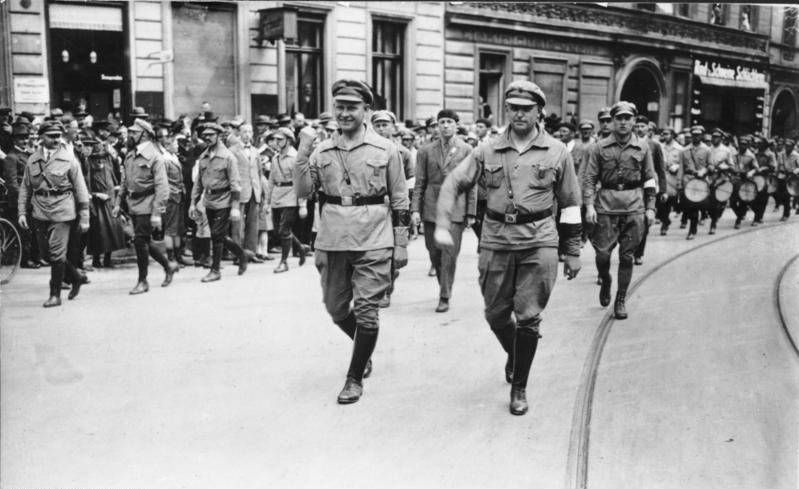
Thälmann y Leow, líderes del Rotfrontkämpferbund, en Berlín (junio de 1927).

  - Rotfrontkämpferbund (Frente Rojo de la Liga de Combatientes), afiliado al Kommunistische Partei Deutschlands, KDP (Partido Comunista de Alemania).[23] Fue prohibido en 1933, cuando los nazis consolidaron su poder.
  - Otros grupos comunistas incluían la Guardia del Joven Antifascista, la liga combatiente contra el fascismo, y el Grupo de Acción Antifascista. Todos fueron prohibidos en 1933. También el Ejército Rojo del Ruhr estuvo activo durante 1920 en la región del Ruhr.

Organizaciones similares también existieron en la República de Austria, sobre todo agrupaciones como la Schutzbund y la Heimwehr.